# Ципарешти (Прахова)
Ципарешти (рум. Țipărești) насеље је у Румунији у округу Прахова у општини Кокораштиј Мислиј. Oпштина се налази на надморској висини од 263 m.

## Становништво
Према подацима из 2002. године у насељу је живело 497 становника, од којих су сви румунске националности.